# Dysmachus transcaucasicus
Dysmachus transcaucasicus är en tvåvingeart som beskrevs av Richter 1962. Dysmachus transcaucasicus ingår i släktet Dysmachus och familjen rovflugor. Inga underarter finns listade i Catalogue of Life.